# Watermelon Moonshine
«Watermelon Moonshine» (с англ. — «Арбузное вино») — песня американской кантри-певицы Лэйни Уилсон, вышедшая 30 мая 2023 года в качестве второго сингла из второго студийного альбома Bell Bottom Country. Запись была сделана на лейбле Broken Bow Records, специализированном на музыке кантри. Песня написана Уилсон, Josh Kear и Jordan Schmidt, а спродюсирована Jay Joyce. Сингл достиг первого места в кантри-чартах США (Country Airplay) и Канады. Это её третий чарттоппер после «Things a Man Oughta Know» (2021) и «Never Say Never» (2022).

## История
Лирически «Watermelon Moonshine» описывает молодую и безрассудную любовь и сравнивается с фирменным хитом Дины Картер «Strawberry Wine» 1996 года. О песне Уилсон сказал: «Эта песня воплощает то, что значит для меня музыка кантри, создавая вечную историю, которая будет волновать людей ещё несколько поколений. Эта песня о безумной, молодой, ностальгической любви, которую мы все надеемся испытать».
Впервые трек был выпущен 12 августа 2022 года в качестве промо-сингла одновременно с анонсом альбома Bell Bottom Country.

## Музыкальное видео
Премьера клипа для песни «Watermelon Moonshine», снятого режиссёрами Алексой Кинг Стоун и Стивеном Кинигопулосом, состоялась 11 июля 2023 года. В нём снялись Рэйчел Линн Мэтьюс и Сэм Шеррод, которые разыгрывают сюжет песни, изображая разгорающуюся молодую любовь, а сцены исполнения песни Уилсон в поле перемежаются с её рассказом.
Премьера визуализатора к песне состоялась 12 августа 2022 года, до её выпуска в качестве сингла.

## Коммерческий успех
В первую неделю песня «Watermelon Moonshine» появилась на 63 радиостанциях кантри и дебютировала под номером 55 в чарте Billboard Country Airplay от 3 июня 2023 года. В октябре она заняла первое место в этом радиоэфирном хит-параде музыки стиля кантри, став третьим чарттоппером Уилсон, а также первой вершиной чарта сольной исполнительницы за два года после выхода песни Уилсон «Things a Man Oughta Know» (2021) и дуэта с Коулом Суинделлом «Never Say Never» (2022). И также достигла восьмого места в кантри-чарте Billboard Hot Country Songs.

## Чарты
| Чарт (2023)                         | Высшая позиция |
| ----------------------------------- | -------------- |
| Канада (Billboard Canadian Hot 100) | 47             |
| Канада (Billboard Country)          | 1              |
| США (Billboard Hot 100)             | 21             |
| США (Billboard Country Airplay)     | 1              |
| США (Billboard Hot Country Songs)   | 7              |

| Чарт (2023)                        | Позиция |
| ---------------------------------- | ------- |
| США (Billboard Hot 100)            | 100     |
| США (Country Airplay, Billboard)   | 36      |
| США (Hot Country Songs, Billboard) | 32      |

## Сертификации
| Регион                                                                      | Сертификация | Продажи |
| --------------------------------------------------------------------------- | ------------ | ------- |
| Австралия (ARIA)                                                            | Золотой      | 35 000  |
| Канада (Music Canada)                                                       | Платиновый   | 80 000  |
| Данные о продажах + прослушиваниях приведены только на основе сертификации. |              |         |